# ديصانية
الديصانية  نسبة إلى مؤسسها ديصان الذي وُلد على «نهر ديصان»، فرقة مهرطقة من فرق المثنوية كانت منتشرة في العراق في العصر العباسي، وكانت لهم مناظرات مع فلاسفة و‌متكلمي الإسلام آنذاك، من أبرزها مناظرة «أبي شاكر الديصاني» مع هشام بن الحكم الكوفي تلميذ الإمام جعفر بن محمد الصادق.

## المؤسس
الديصانية  أصحاب رجل يسمى ديصان يعرف باسم «نهر ديصان» الذي يمر بمدينة الرها، والذي وُلد عليه.
ظهر ديصان في بلاد فارس قبل ماني صاحب المانوية والمذهبان شبيهان بعضهما البعض.

## الفكر
يرى البعض أن فكر الديصانية فكر إلحادي متأثر بالرواقية اليونانية،  والبعض يرى أنهم متزندقة متأثرين بالزرادشتية و‌المانوية وغيرها من الفرق ذات الأصل الفارسي الذين اعتقدوا بنظرية المثنوية حول النور والظلمة  التي ترى أن الكون يحكمه الصراع بين هذين الكيانين اللذين يمثلان في الزرادشتية: «أهورا مزدا» إله الخير والنور و«أهريمان» إله الشر والظلمة. وتتفرع المثنوية إلى: 
1. الفرع الأول: المانوية.
2. الفرع الثاني: المزدكية.
3. الفرع الثالث: الديصانية.
4. الفرع الرابع: المرقيونية، وهم طائفة من النصارى يتسترون بالنصرانية وهم كثر بخراسان.[11][11]
5. الفرع الخامس: الكينوية والصيامية والتناسخية. [1]

أصحاب ديصان أثبتوا أصلين: نورا وظلاما  فالنور: يفعل الخير قصدا واختيارا، والظلام: يفعل الشر طبعا واضطرارا. فما كان من خير ونفع وطيب وحسن فمن النور، وما كان من شر وضرر ونتن وقبح فمن الظلام. وزعموا أن النور: حي عالم قادر حساس دراك، ومنه تكون الحركة والحياة، والظلام: ميت جاهل عاجز جماد موات، لا فعل له ولا تمييز. وزعموا أن الشر يقع منه طباعا وخرقا. وزعموا أن النور جنس واحد، وكذلك الظلام جنس واحد. 
وَقَول الديصانية مثل قَول المنانية فِي الأَصْل لكِنهمْ قَالُوا النُّور بَيَاض كُله والظلمة سَواد كلهَا والنور حَيّ هُوَ الَّذِي مازج الظلمَة وَهِي ميتَة لما وجد من خشونتها فِي الْجِهَة الَّتِي تَلقاهُ فَأَرَادَ الممازجة ليدبر تدبيرا يلين وَقد يخشن اللين كَمَا يخشن الْحَدِيد عَن الْمِنْشَار إِذا نقل بعض عَن بعض بالمبرد فَإِذا ذهب الشق واستوت أجزاؤه لَان.
وحكى محمد بن شبيب عن الديصانية أنهم زعموا أن «المعدل» هو الإنسان الحساس الدراك إذ هو ليس بنور محض ولا ظلام محض، وحكي عنهم أنهم يرون المناكحة وكل ما فيه منفعة لبدنه وروحه حراما ويحترزون عن ذبح الحيوان لما فيه من الألم.

## فرق الدياصنة
اختلفت الديصانية على فرقتين:
1. فرقة زعمت أن النور خالط الظلمة باختيار منه ليصلحها فلما حصل فيها ورام الخروج عنها امتنع ذلك عليه.
2. وفرقة زعمت أن النور أراد أن يرفع الظلمة عنه لما أحس بخشونتها ونتنها شابكها بغير اختياره ومثال ذلك أن الإنسان إذا أراد أن يرفع عنه شيئا ذا شظايا محددة دخلت فيه فكلما دفعها ازدادت ولوجا فيه. [11]

## مناظراتهم مع متكلمي وفلاسفة الإسلام
من أبرز مناظرات الدياصنة مع المسلمين مناظرة «أبي شاكر الديصاني» الذي قيل عنه: إنه يهودي تظاهر بالإسلام  مع هشام بن الحكم الكوفي والتي انتهت بالمناظرة مع الإمام جعفر بن محمد الصادق أستاذ هشام بن الحكم الكوفي لعدم اقتناع «أبي شاكر الديصاني» بأقوال هشام بن الحكم، إذ قال «أبي شاكر الديصاني»:
- ألك ربٌ؟
- فقال هشام بن الحكم: بلى
- قال: قادر؟
- قال: نعم قادر قاهر
- قال: يقدر أن يُدخل الدنيا كلها في البيضة لا يُكبر البيضة ولا يُصغر الدنيا؟
- فقال هشام: النظرة (يعني: أمهلني فترة، لكي يرد على سؤاله بعدها)
- فقال له: قد أنظرتك حولاً (يعنى: سأنتظر ردك بعد عام)، ثم خرج عنه.

بعد ذلك جاء هشام بن الحكم الكوفي مسرعا إلى الإمام جعفر بن محمد الصادق فعرض عليه المسألة فأجابه جعفر الصادق: يا هشام كم حواسك؟
- قال: خمس
- فقال: أيها أصغر؟
- فقال: الناظر
- فقال: وكم قدر الناظر؟
- قال: مثل العدسة أو أقل منها
- فقال: يا هشام فانظر أمامك وفوقك وأخبرني بماذا ترى؟
- فقال: أرى سماءً وأرضاً ودوراً وقصوراً وتراباً وجبالاً وأنهاراً
- فقال له جعفر الصادق: إن الذي قدر أن يُدخل الذي تراه العدسة أو أقل منها قادر أن يدخل الدنيا كلها البيضة لا يُصغِّر الدنيا ولا يُكبِّر البيضة.